# حميد سديد
حميد سديد هو لاعب كرة قدم أفغاني في مركز الوسط، ولد في 24 مايو 1989 في أفغانستان. شارك مع منتخب أفغانستان لكرة القدم. أما مع النوادي، فقد لعب مع FK Bosna 92 Örebro ‏.

## وصلات خارجية
- حميد سديد على موقع قاعدة بيانات كرة القدم.إي يو (الإنجليزية)
- حميد سديد على موقع ناشيونال فوتبول تيمز (الإنجليزية)